# Вагнер, Густав
Гу́став Франц Ва́гнер (нем. Gustav Franz Wagner, 18 июля 1911, Вена — 3 октября 1980, Сан-Паулу) — обершарфюрер СС, заместитель коменданта лагеря уничтожения Собибор по хозяйственной части в чине лагерфюрера, «лагерный старшина Собибора». Известен своей исключительной жестокостью по отношению к узникам лагеря. Сумев избежать выдачи и суда в Польше за преступления в Собиборе, эмигрировал в Бразилию. Убит при неизвестных обстоятельствах.

## Биография
Родился 18 июля 1911 года в Вене. Член НСДАП с 1931 года, СС с конца 1930-х годов. Активный участник реализации программы эвтаназии в 1939-1940 гг. в Хартхайме.
В марте 1942 г. командируется в лагерь Собибор и становится заместителем коменданта по административным и хозяйственным вопросам (квартирмейстером). Вагнер отвечал за то, какие евреи из вновь прибывших транспортов будут использоваться на работах в лагере и за его пределами, а какие будут отправлены в газовую камеру. Больше, чем любой другой служащий СС Собибора, Вагнер отвечал за ежедневное общение с заключёнными, руководил распорядком и повседневной жизнью Собибора, и был одним из самых жестоких убийц лагеря. Выжившие в лагере описали его как хладнокровного садиста: «Он был красивым мужчиной, высоким и светловолосым — чистым арийцем. В гражданской жизни он, несомненно, был человеком с хорошими манерами; в Собиборе он был диким зверем. Его страсть к убийству не знала границ ... Он вырывал младенцев из рук их матерей и рвал их на куски своими руками (Вагнера раздражал детский плач). На моих глазах Вагнер забил насмерть двух человек прикладом винтовки — они плохо говорили по-немецки и не понимали его приказов...» (свидетельство Моше Бахира). Вагнер любил хвастать тем, что никогда не садится обедать, не убив кого-нибудь. В лагере Вагнер получил говорящие прозвища «Собиборский палач», «Мясник» и «Волк». Наряду с комендантами Францем Штанглем и Францем Рейхлейтнером, Карлом Френцелем, Эрихом Бауэром и другими руководящими сотрудниками администрации лагеря он ответственен за убийство 200 000 узников Собибора.
В день восстания в Собиборе (14 октября 1943 г.) Вагнер отсутствовал в лагере, взяв отпуск, чтобы отпраздновать рождение дочери Марион. Заключённые знали об отсутствии Вагнера и коменданта Рейхлейтнера и считали, что это повысит их шансы на успех. После восстания Вагнер принимал участие в ликвидации Собибора, командуя еврейскими заключёнными из Треблинки, после чего они были уничтожены. Г. Гиммлер считал Вагнера одним из наиболее достойных участников акции «Рейнхард», в наградном листе написав: «Этот человек наиболее отличился при выполнении приказов Рейха». После ликвидации лагеря был переведён в Италию вместе с администрацией и персоналом Собибора. Принимал участие в облавах и депортациях местных евреев в лагеря смерти.
После войны работал под вымышленным именем в качестве строительного рабочего в Граце. В 1950 г. духовенство Teutonico di Santa Maria dell'Anima в Риме помогало Вагнеру в подготовке его предполагаемого отъезда в Сирию 12 апреля 1950 г., а 4 декабря 1950 г. ему был выдан бразильский паспорт на имя Гюнтера Менделя. Поселившись в Атибайсе (Бразилия), работал помощником по дому у богатой бразильской семьи, подстригая цветы в саду, а затем производителем бетонных столбов для домашних оград. Женившись затем на богатой вдове с двумя детьми, жил за её счёт. В 1967 г. жена умерла, не оставив ему в завещании ни копейки; пасынки выставили его из дома, и Вагнер, быстро промотав имевшиеся финансовые средства, с 1971 г. вёл маргинальный образ жизни в Сан-Бернардо, представляя собой спивающегося БОМЖа (периодически нанимаясь сезонным рабочим, он быстро выгонялся по причине алкоголизма). 30 мая 1978 г. Вагнер был арестован благодаря работе Центра Симона Визенталя. Запросы Израиля, Польши и Австрии о выдаче Вагнера были отклонены Генеральным прокурором Бразилии. 22 июня 1979 запрос ГДР также был отклонён. В своём интервью BBC он заявил, что не чувствует угрызения совести за свою работу: «Гитлер вообще был прав, и у меня нет никаких сожалений о моей работе. Я слуга фюрера! Убивал без чувств и эмоций.... Мы с друзьями в Собиборе не обсуждали наши дела, а просто напивались по вечерам и играли в карты. В лагере так мало развлечений».
В июне того же года Вагнер предпринял неудачную попытку самоубийства. В том же году бразильский суд вынес решение об экстрадиции заключённого в ФРГ после лечения. 3 октября 1980 года 69-летний Густав Вагнер не пришёл ночевать в отель. Его тело вскоре было найдено в Сан-Паулу с торчащим из груди ножом. Адвокат Вагнера квалифицировал произошедшее как самоубийство. Густав Франц Вагнер был похоронен в могиле для бедных за государственный счёт.